# Ruschia klipbergensis
Ruschia klipbergensis är en isörtsväxtart som beskrevs av L. Bol. Ruschia klipbergensis ingår i släktet Ruschia och familjen isörtsväxter. Inga underarter finns listade i Catalogue of Life.